# Biskupiec
Biskupiec  [bʲisˈkupʲɛt͡s] ( ( hør) (tysk: Bischofsburg, udtale:ˈbɪʃɔfsbʊʁk|  ( hør)) er en by i det nordlige Polen, i  voivodskabet Warmińsko-mazurskie og har 10.163(2021) indbyggere. Den ligger i  powiat  Olsztyn. Landskabet omkring Biskupiec er et populært turistmål, og er en del af Masuriske søområde.

## Geografi
Byen ligger i det historiske Warmia, i det østlige område af Pojezierze Olsztyńskie (Allenstein Søområde), som hører til Masuriske søområde . Søen Dadaj (Daddaisee) ligger i kommunen; med sine 10 km² er det den største sø i området. Den lille flod Dymer (Dimmer) løber dertil, og byen ligger på bredden. Det omkringliggende landskab hører til den baltiske højderyg, er kuperet og domineres af Rudau-højderne med højder mellem 180 og 216 meter. Selve byen ligger i 155 meters højde.

## Galleri
- Tidligere rådhus
- Gamle byhuse på Frihedspladsen
- Art Nouveau byhuse på Freedom Square
- Et af de smalleste huse i Biskupiec
- Gymnasium